# Битрито
Битрито (итал. Bitritto) је насеље у Италији у округу Бари, региону Апулија.
Према процени из 2011. у насељу је живело 10773 становника. Насеље се налази на надморској висини од 99 м.

## Становништво
| 1931. | 1936. | 1951. | 1961. | 1971. | 1981. | 1991. | 2001. | 2011.  |
| ----- | ----- | ----- | ----- | ----- | ----- | ----- | ----- | ------ |
| 5.036 | 5.096 | 5.348 | 4.591 | 4.465 | 5.918 | 8.689 | 9.827 | 10.878 |